# Palazzo De Liguoro

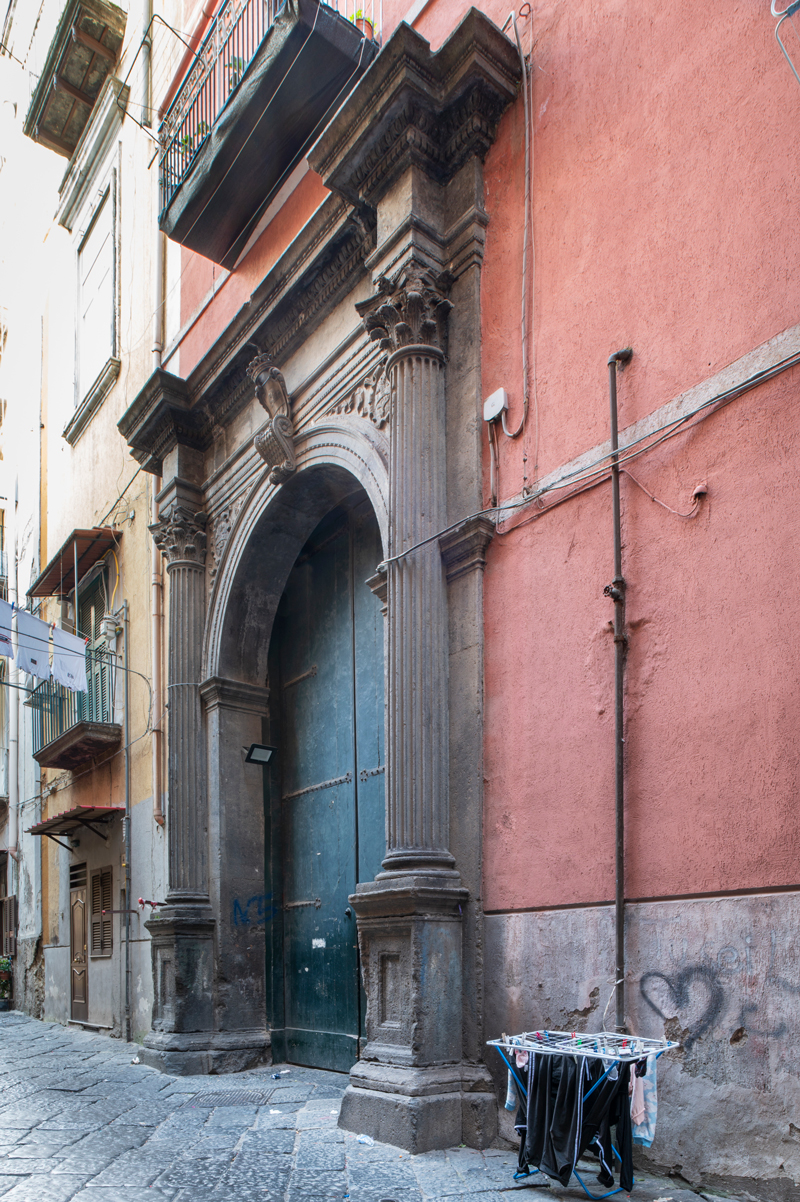
Palazzo De Liguoro in Neapel: Eingangsportal aus dem 16. Jahrhundert

Der Palazzo De Liguoro ist ein Palast aus dem 16. Jahrhundert im Viertel San Lorenzo in Neapel in der italienischen Region Kampanien. Er liegt in der Via Oronzio Costa, 5.

## Geschichte und Beschreibung
Der Palast stammt zwar aus dem 16. Jahrhundert, wurde aber in der zweiten Hälfte des 20. Jahrhunderts vollständig in ein modernes Mietshaus umgebaut. Bei dieser Restaurierung gingen fast alle originalen Zierelemente mit Ausnahme einiger weniger verloren.
Das Portal in Piperno stammt noch aus der Zeit des Baus des Palastes: Es hat elegante, korinthische Halbsäulen mit Kannelierung, die auf Sockeln ruhen; die Komposition schließt mit einem Gebälk ab, die den Rundbogen des Eingangs krönt. Im Innenhof befindet sich eine Loggia aus dem 16. Jahrhundert.

## Galeriebilder

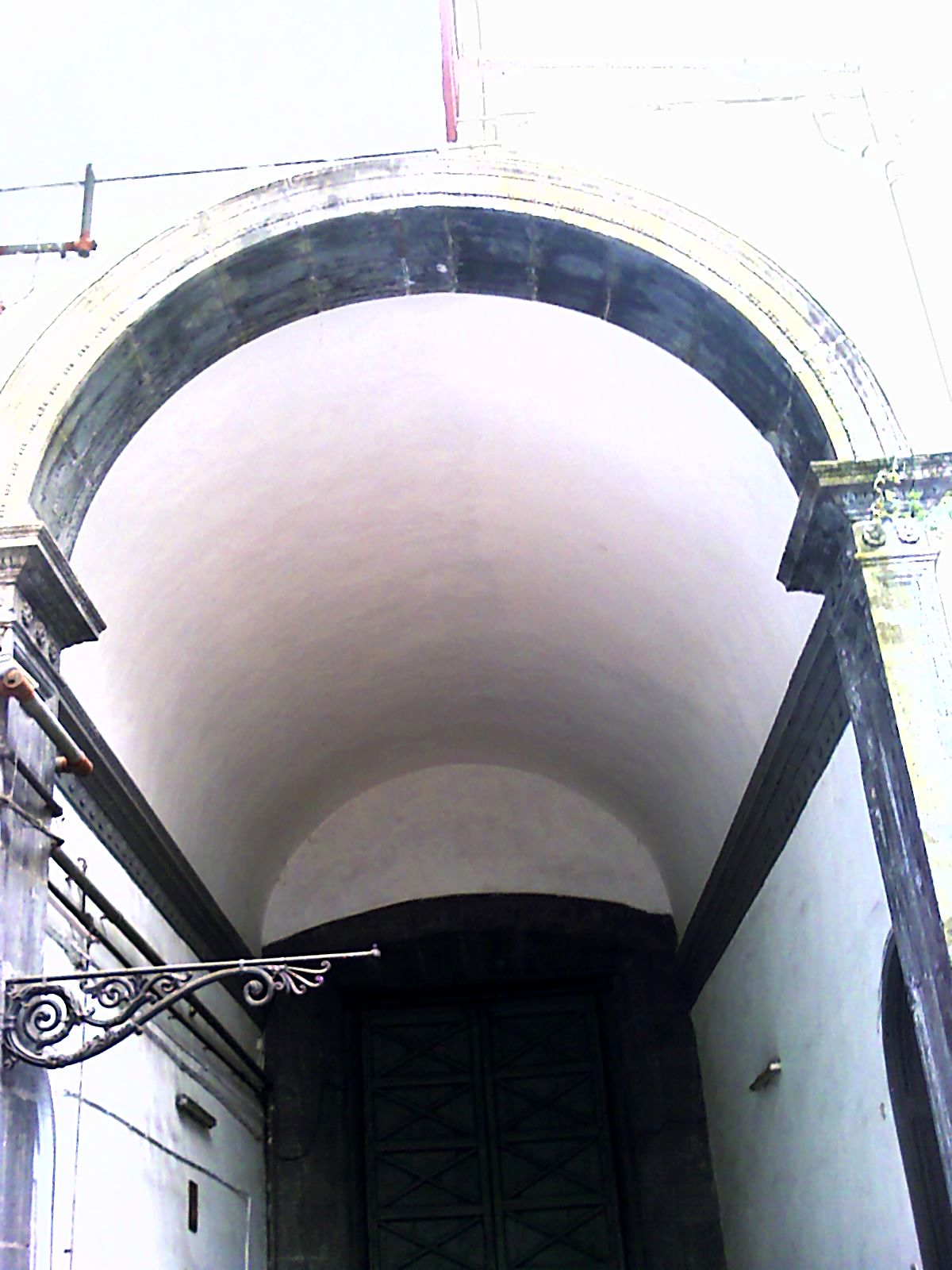
Atrium und Elemente aus der Renaissance
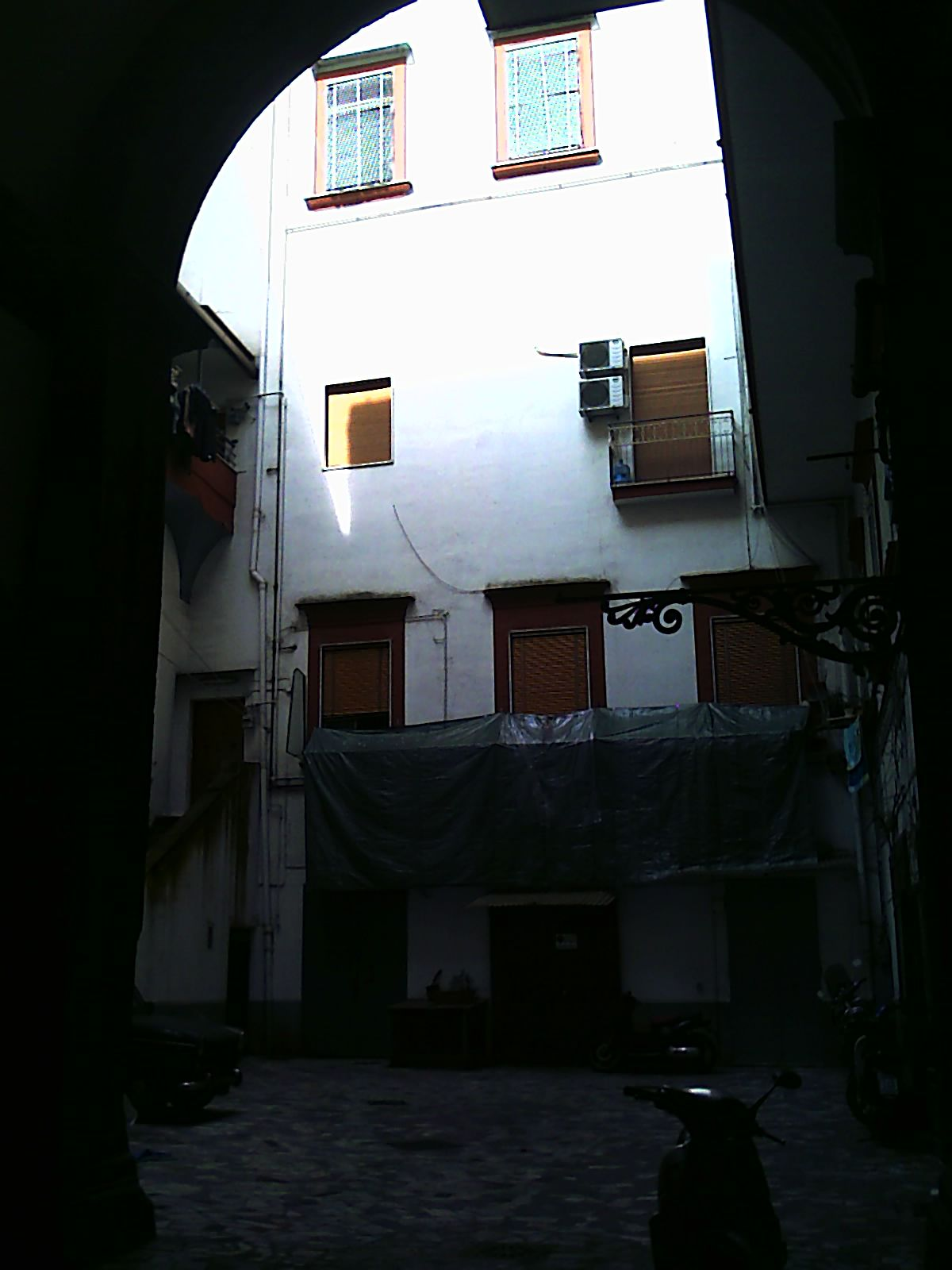
Innenhof mit Loggia (links)